# Mihaljevići
Mihaljevići är en ort i Bosnien och Hercegovina.   Den ligger i entiteten Republika Srpska, i den östra delen av landet, 90 km öster om huvudstaden Sarajevo. Mihaljevići ligger 172 meter över havet och antalet invånare är 238.
Terrängen runt Mihaljevići är huvudsakligen kuperad. Mihaljevići ligger nere i en dal. Närmaste större samhälle är Bratunac, 2,1 km sydväst om Mihaljevići. 
Omgivningarna runt Mihaljevići är en mosaik av jordbruksmark och naturlig växtlighet. Runt Mihaljevići är det ganska tätbefolkat, med 67 invånare per kvadratkilometer.